# After the Burial
After the Burial é uma banda americana de metalcore progressivo formada em 2004. A banda ajudou a construir e a consolidar a atual cena djent, em que é uma das bandas mais populares e influentes.

## Membros
Atualmente

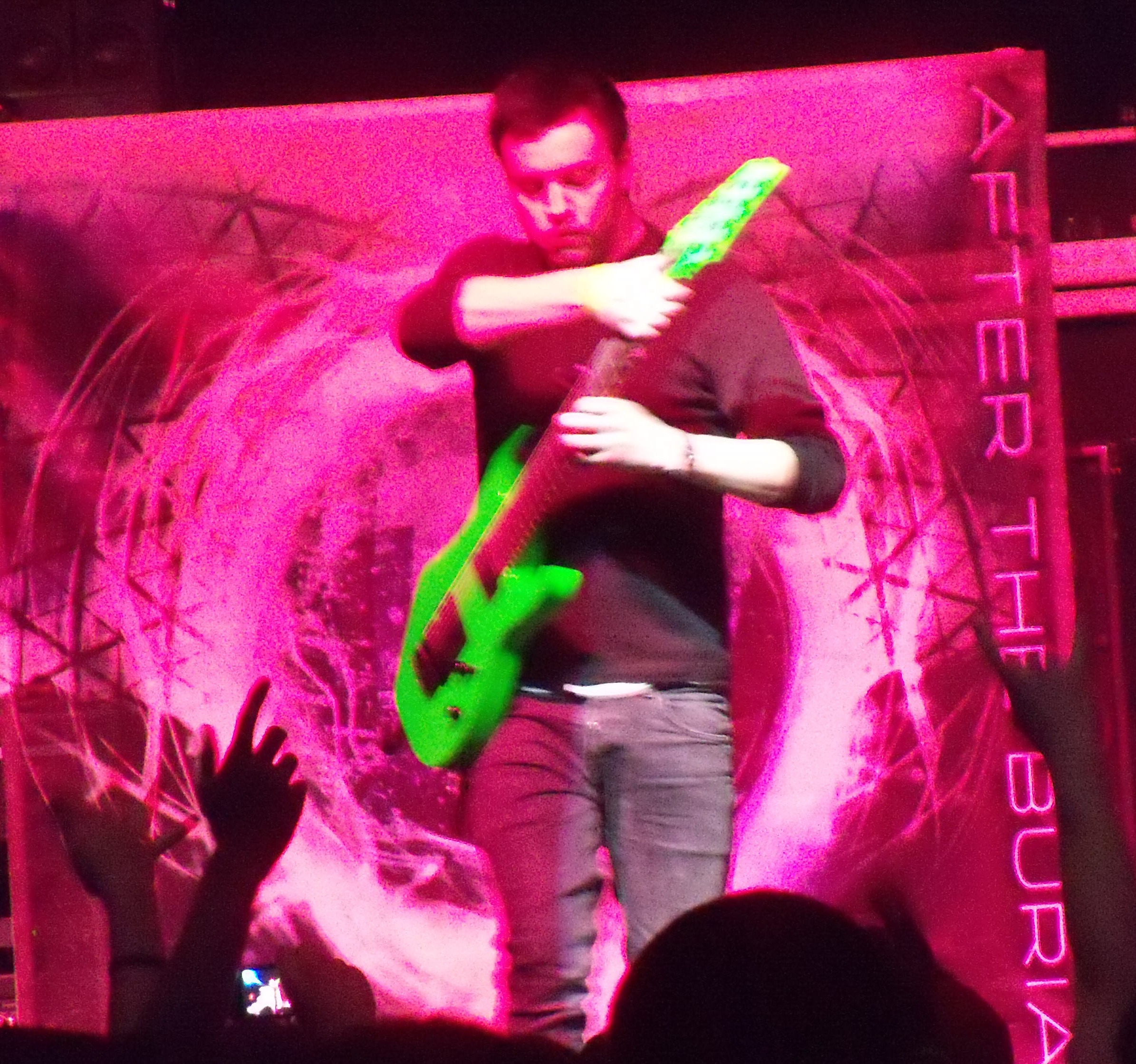
O guitarrista e membro fundador Justin Lowe que deixou a banda e foi encontrado morto no verão de 2015.

- Trent Hafdahl – Guitarra solo (2004 – presente), Vocal limpo (2008 – presente), Guitarra rítmica, Programação (2015 – presente)
- Dan Carle – Bateria (2007 – presente)
- Anthony Notarmaso – Vocal sujo (2008 – presente)
- Adrian Oropeza – Baixo (2016 – presente)

Anteriores
- Greg Erickson – Bateria (2004 – 2006)
- Nick Wellner – Vocal sujo (2004 – 2007)
- † Justin Lowe – Guitarra rítmica, Programação (2004 – 2015), Bateria (2008)
- Eric Robles – Bateria (2006 – 2007)
- Grant Luoma – Vocal sujo (2007 – 2008)
- Lerichard "Lee" Foral – Baixo (2004 – 2016)

## Discografia

### Álbuns de estúdio
- 2006 - Forging a Future Self
- 2008 - Rareform
- 2010 - In Dreams
- 2013 - Wolves Within
- 2016 - Dig Deep
- 2019 - Evergreen

### EPs
- 2013 - This Life Is All We Have

### Videoclipe
- 2011 - Your Troubles Will Cease And Fortune Will Smile Upon You
- 2011 - Pendulum
- 2014 - A Wolf Amongst Ravens
- 2016 - Lost in the Static
- 2016 - Collapse
- 2019 - Behold the Crown

### Singles
- 2011 - Your Troubles Will Cease And Fortune Will Smile Upon You
- 2011 - Pendulum
- 2014 - A Wolf Amongst Ravens
- 2015 - Lost in the Static
- 2016 - Collapse
- 2019 - Behold the Crown
- 2019 - Exit, Exist

## Bandas similares
- Volumes
- Periphery
- Veil of Maya
- Born of Osiris